# Conus iansa
Conus iansa é uma espécie de gastrópode do gênero Conus, pertencente à família Conidae.